# Osjak
Osjak (litavac, lat. Cirsium), veliki biljni rod jednogodišnjeg i dvogodišnjeg raslinja i trajnica iz porodice glavočika. Pripada tribusu Cardueae, i čini dio podtribusa Carduinae.
Osjacima su karakteristični bodljikavi listovi i guste cvjetne glavice ljubičaste boje. Latinski naziv roda dolazi po grčkoj riječi kirsos (=proširene vene), iz razloga što su se neke vrste koristile kao lijek protiv te bolesti.
U Hrvatskoj ima blizu 20 vrsta osjaka među kojima su najpoznatiji obični ili kopljasti, poljski, zeljasti, sivi, vunenasti, sitnoglavi, prizemni osjak i još neki.
Rodu pripada preko 460 vrsta

## Vrste
1. Cirsium acantholepis Petr.
2. Cirsium acaule (L.) Scop.
3. Cirsium acrolepis (Petr.) G.B.Ownbey
4. Cirsium adjaricum Sommier & Levier
5. Cirsium aduncum Fisch. & C.A.Mey. ex DC.
6. Cirsium affine Tausch
7. Cirsium aggregatum Ledeb.
8. Cirsium aidzuense Nakai ex Kitam.
9. Cirsium aitchisonii Boiss.
10. Cirsium akimontanum Kadota
11. Cirsium akimotoi Kadota & Mas.Saito
12. Cirsium alatum (S.Gmel.) Bobrov
13. Cirsium alberti Regel & Schmalh.
14. Cirsium albidum Velen.
15. Cirsium albowianum Sommier & Levier
16. Cirsium alpestre Naegeli
17. Cirsium alpicola Nakai
18. Cirsium alpis-lunae Brilli-Catt. & L.Gubellini
19. Cirsium alsophilum (Pollini) Soldano
20. Cirsium altissimum (L.) Spreng.
21. Cirsium amani Post
22. Cirsium ambiguum All.
23. Cirsium amplexifolium (Nakai) Kitam.
24. Cirsium anartiolepis Petr.
25. Cirsium andersonii Petr.
26. Cirsium andrewsii Jeps.
27. Cirsium aomorense Nakai
28. Cirsium apoense Nakai
29. Cirsium appendiculatum Griseb.
30. Cirsium arachnoideum M.Bieb.
31. Cirsium argillosum Petrov ex Kharadze
32. Cirsium argyracanthum DC.
33. Cirsium arisanense Kitam.
34. Cirsium aristatum DC.
35. Cirsium arizonicum (A.Gray) Petr.
36. Cirsium arvense (L.) Scop.
37. Cirsium × aschersonii Celak.
38. Cirsium ashinokuraense Kadota
39. Cirsium ashiuense Shun.Yokoy. & T.Shimizu
40. Cirsium austrohidakaense Kadota
41. Cirsium aytachii H.Duman & R.R.Mill
42. Cirsium babanum Koidz.
43. Cirsium badakhschanicum Kharadze
44. Cirsium balikesirense Yildiz, Arabaci & Dirmenci
45. Cirsium balkharicum Kharadze
46. Cirsium barnebyi S.L.Welsh & Neese
47. Cirsium baytopae P.H.Davis & Parris
48. Cirsium bertolonii Spreng.
49. Cirsium bicentenariale Rzed.
50. Cirsium bipontinum F.W.Schultz
51. Cirsium bitchuense Nakai
52. Cirsium boluense P.H.Davis & Parris
53. Cirsium boninense Koidz.
54. Cirsium borealinipponense Kitam.
55. Cirsium bornmuelleri Sint. ex Bornm.
56. Cirsium botryodes Petr.
57. Cirsium boujarti Sch.Bip.
58. Cirsium × boulayi E.G.Camus
59. Cirsium bourgaeanum Willk.
60. Cirsium bozkirense H.Duman, Dirmenci & Tugay
61. Cirsium brachycephalum Juratzka
62. Cirsium bracteiferum C.Shih
63. Cirsium bracteosum DC.
64. Cirsium breunium Goller & Huter
65. Cirsium brevicaule A.Gray
66. Cirsium brevifolium Nutt.
67. Cirsium brevipapposum Tschern.
68. Cirsium brevistylum Cronquist
69. Cirsium buchwaldii O.Hoffm.
70. Cirsium buergeri Miq.
71. Cirsium bulgaricum DC.
72. Cirsium buschianum Kharadze
73. Cirsium byzantinum Steud.
74. Cirsium candelabrum Griseb.
75. Cirsium canescens Nutt.
76. Cirsium canum (L.) All.
77. Cirsium caput-medusae Sommier & Levier
78. Cirsium carniolicum Scop.
79. Cirsium carolinianum (Walter) Fernald & B.G.Schub.
80. Cirsium cassium P.H.Davis & Parris
81. Cirsium caucasicum (Adams) Petr.
82. Cirsium cephalotes Boiss.
83. Cirsium cernuum Lag.
84. Cirsium charkeviczii Barkalov
85. Cirsium chikabumiense Kadota
86. Cirsium chikushiense Koidz.
87. Cirsium chinense Gardner & Champ.
88. Cirsium chlorocomos Sommier & Levier
89. Cirsium chlorolepis Petr.
90. Cirsium chokaiense Kitam.
91. Cirsium chrysacanthum (Ball) Jahand.
92. Cirsium chrysolepis C.Shih
93. Cirsium ciliatiforme Petr.
94. Cirsium ciliatum (Murray) Moench
95. Cirsium cilicicum P.H.Davis & Parris
96. Cirsium ciliolatum (L.F.Hend.) J.T.Howell
97. Cirsium clavatum (M.E.Jones) Petr.
98. Cirsium coahuilense Ownbey & Pinkava
99. Cirsium confertissimum Nakai
100. Cirsium congestissimum Kitam.
101. Cirsium × connexum Kitam.
102. Cirsium consociatum S.F.Blake
103. Cirsium conspicuum Sch.Bip.
104. Cirsium crassicaule Jeps.
105. Cirsium creticum (Lam.) d'Urv.
106. Cirsium cymosum (Greene) J.T.Howell
107. Cirsium czerkessicum Kharadze
108. Cirsium daghestanicum Kharadze
109. Cirsium davisianum Kit Tan & Sorger
110. Cirsium dealbatum M.Bieb.
111. Cirsium decussatum Janka
112. Cirsium dender Friis
113. Cirsium dipsacolepis Matsum.
114. Cirsium dirmilense R.M.Burton
115. Cirsium discolor (Muhl. ex Willd.) Spreng.
116. Cirsium dissectum (L.) Hill
117. Cirsium domonii Kadota
118. Cirsium douglasii DC.
119. Cirsium drummondii Torr. & A.Gray
120. Cirsium ducellieri Maire
121. Cirsium durangense (Greenm.) G.B.Ownbey
122. Cirsium dyris Jahand. & Maire
123. Cirsium eatonii B.L.Rob.
124. Cirsium echinatum (Desf.) DC.
125. Cirsium echinus (M.Bieb.) Hand.-Mazz.
126. Cirsium edule Nutt.
127. Cirsium ehrenbergii Sch.Bip.
128. Cirsium ekimianum Yildiz & Dirmenci
129. Cirsium elbrusense Sommier & Levier
130. Cirsium eliasianum Kit Tan & Sorger
131. Cirsium ellenbergii Bornm.
132. Cirsium elodes M.Bieb.
133. Cirsium engelmannii Rydb.
134. Cirsium englerianum O.Hoffm.
135. Cirsium epiroticum Petr.
136. Cirsium eriophoroides Petr.
137. Cirsium eriophorum (L.) Scop.
138. Cirsium erisithales Scop.
139. Cirsium erucagineum DC.
140. Cirsium erythrolepis K.Koch
141. Cirsium × erzincanicum Yildiz, Dirmenci & Arabaci
142. Cirsium esculentum (Siev.) C.A.Mey.
143. Cirsium euxinum Kharadze
144. Cirsium excelsius Petr.
145. Cirsium falconeri (Hook.f.) Petr.
146. Cirsium fangii Petr.
147. Cirsium fanjingshanense C.Shih
148. Cirsium fargesii (Franch.) Diels
149. Cirsium faucium Petr.
150. Cirsium fauriei Nakai
151. Cirsium ferox (L.) DC.
152. Cirsium ferum Kitam.
153. Cirsium filipendulum Lange
154. Cirsium flavisquamatum Kitam.
155. Cirsium flodmanii Arthur
156. Cirsium foliosum DC.
157. Cirsium fominii Petr.
158. Cirsium fontinale Jeps.
159. Cirsium freyerianum W.D.J.Koch
160. Cirsium funagataense Kadota
161. Cirsium furiens Griseb. & Schenk
162. Cirsium furusei Kitam.
163. Cirsium fuscotrichum C.C.Chang
164. Cirsium gaditanum Talavera & Valdés
165. Cirsium gadukense Petr.
166. Cirsium gagnidzei Kharadze
167. Cirsium ganjuense Kitam.
168. Cirsium gerhardtii Sch.Bip.
169. Cirsium giraudiasii Sennen & Pau
170. Cirsium glaberrimum (Petr.) Petr.
171. Cirsium glabrifolium O.Fedtsch. & B.Fedtsch.
172. Cirsium glabrum DC.
173. Cirsium grahamii A.Gray
174. Cirsium grandirosuliferum Kadota
175. Cirsium gratiosum Kitam.
176. Cirsium grayanum Nakai
177. Cirsium grecescui Rouy
178. Cirsium greimleri Bureš
179. Cirsium griffithii Boiss.
180. Cirsium grossheimii Petr.
181. Cirsium gyojanum Kitam.
182. Cirsium hachijoense Nakai
183. Cirsium hachimantaiense Kadota
184. Cirsium hagurosanense Kadota
185. Cirsium hakkaricum P.H.Davis & Parris
186. Cirsium handaniae Yildiz, Dirmenci & Arabaci
187. Cirsium handelii Petr.
188. Cirsium happoense Kadota
189. Cirsium hasunumae Kadota
190. Cirsium haussknechtii Boiss.
191. Cirsium heiianum Koidz.
192. Cirsium heldreichii Halácsy
193. Cirsium helenioides (L.) Hill
194. Cirsium henryi (Franch.) Diels
195. Cirsium heterophyllum (L.) Hill
196. Cirsium heterotrichum Pančić
197. Cirsium hida-paludosum Kadota & Nagase
198. Cirsium hidakamontanum Kadota
199. Cirsium homolepis Nakai
200. Cirsium hookerianum Nutt.
201. Cirsium horiianum Kadota
202. Cirsium horridulum Michx.
203. Cirsium hybridum W.D.J.Koch
204. Cirsium hydrophilum Jeps.
205. Cirsium hygrophilum Boiss.
206. Cirsium hypoleucum DC.
207. Cirsium hypopsilum Boiss. & Heldr.
208. Cirsium × iburiense Kitam.
209. Cirsium imbricatum Petr.
210. Cirsium imereticum Boiss.
211. Cirsium inamoenum (Greene) D.J.Keil
212. Cirsium interpositum Petr.
213. Cirsium inundatum Makino
214. Cirsium iranicum Petr.
215. Cirsium ishizuchiense (Kitam.) Kadota
216. Cirsium isophyllum (Petr.) Grossh.
217. Cirsium × ispolatovii Iljin ex Tzvelev
218. Cirsium italicum DC.
219. Cirsium ito-kojianum Kadota
220. Cirsium japonicum DC.
221. Cirsium joannae S.L.Welsh, N.D.Atwood & L.C.Higgins
222. Cirsium jorullense Spreng.
223. Cirsium kagamontanum Nakai
224. Cirsium kamtschaticum Ledeb. ex DC.
225. Cirsium karduchorum Petr.
226. Cirsium kasaianum Kadota
227. Cirsium katoanum Kadota
228. Cirsium × kelkitensis Yildiz, Arabaci & Dirmenci
229. Cirsium kenji-horieanum Kadota
230. Cirsium kirbense Pomel
231. Cirsium kirishimense Kadota & Mas.Saito
232. Cirsium kisoense (T.Yamaz. & K.Asano) Kadota
233. Cirsium komarovii Schischk.
234. Cirsium × kornhuberi Heimerl
235. Cirsium kosmelii (Adams) Fisch. ex Hohen.
236. Cirsium × kozlovskyi Petr.
237. Cirsium kujuense Kadota
238. Cirsium lacaitae Petr.
239. Cirsium laniflorum (M.Bieb.) Fisch.
240. Cirsium lappoides Sch.Bip.
241. Cirsium latifolium Lowe
242. Cirsium lecontei Torr. & A.Gray
243. Cirsium leducii H.Lév.
244. Cirsium leo Nakai & Kitag.
245. Cirsium leucocephalum Spreng.
246. Cirsium leucopsis DC.
247. Cirsium libanoticum DC.
248. Cirsium lidjiangense Petr. & Hand.-Mazz.
249. Cirsium ligulare Boiss.
250. Cirsium lineare Sch.Bip.
251. Cirsium × linkianum M.Loehr
252. Cirsium lobelii Ten.
253. Cirsium lojkae Sommier & Levier
254. Cirsium lomatolepis Petr.
255. Cirsium longepedunculatum Kitam.
256. Cirsium longistylum R.J.Moore & Frankton
257. Cirsium lucens Kitam.
258. Cirsium luzoniense Merr.
259. Cirsium maackii Maxim.
260. Cirsium macrobotrys Boiss.
261. Cirsium macrocephalum C.A.Mey.
262. Cirsium magofukui Kitam.
263. Cirsium mairei Halácsy
264. Cirsium maritimum Makino
265. Cirsium maroccanum Petr.
266. Cirsium maruyamanum Kitam.
267. Cirsium masami-saitoanum Kadota
268. Cirsium matsumurae Nakai
269. Cirsium × mazanderanicum Petr.
270. Cirsium mexicanum DC.
271. Cirsium microspicatum Nakai
272. Cirsium mirabile Kitam.
273. Cirsium misawaense Nakai ex Kitam.
274. Cirsium mohavense (Greene) Petr.
275. Cirsium monocephalum H.Lév.
276. Cirsium monspessulanum (L.) Hill.
277. Cirsium morinifolium Boiss. & Heldr.
278. Cirsium morisianum Rchb.f.
279. Cirsium muliense C.Shih
280. Cirsium muticum Michx.
281. Cirsium myokoense Kadota
282. Cirsium nagatoense Kadota
283. Cirsium nagisoense Kadota
284. Cirsium nambuense Nakai
285. Cirsium nasuense Kadota
286. Cirsium neomexicanum A.Gray
287. Cirsium nerimaniae Yildiz, Dirmenci & Arabaci
288. Cirsium × nevadense Willk.
289. Cirsium × nezaketiae Yildiz, Dirmenci & Arabaci
290. Cirsium nigriceps Standl. & Steyerm.
291. Cirsium nippoense Kadota
292. Cirsium nipponicum Makino
293. Cirsium nishiokae Kitam.
294. Cirsium nivale Sch.Bip.
295. Cirsium norikurense Nakai
296. Cirsium × norrisii C.Bicknell
297. Cirsium nuttallii DC.
298. Cirsium oblongifolium K.Koch
299. Cirsium obvallatum M.Bieb.
300. Cirsium occidentale (Nutt.) Jeps.
301. Cirsium occidentalinipponense Kadota
302. Cirsium ochrocentrum A.Gray
303. Cirsium odontolepis Boiss. ex DC.
304. Cirsium ohminense Kadota
305. Cirsium × okamotoi Kitam.
306. Cirsium oleraceum (L.) Scop.
307. Cirsium oligophyllum Matsum.
308. Cirsium opacum (Kitam.) Kadota
309. Cirsium orizabense Klatt
310. Cirsium osseticum Petr.
311. Cirsium otayae Kitam.
312. Cirsium ownbeyi S.L.Welsh
313. Cirsium palustre (L.) Scop.
314. Cirsium pannonicum (L.f.) Link
315. Cirsium parryi Petr.
316. Cirsium pascuarense Spreng.
317. Cirsium patens Kitam.
318. Cirsium pectinellum A.Gray
319. Cirsium pendulum Fisch. ex DC.
320. Cirsium periacanthaceum C.Shih
321. Cirsium perplexans Petr.
322. Cirsium × perplexissimum Kitam.
323. Cirsium peshmenianum Yildiz, Arabaci & Dirmenci
324. Cirsium × petrakii Kozl. & Woronow ex Grossh.
325. Cirsium phulchokiense Kitam.
326. Cirsium phyllocephalum Boiss. & C.I.Blanche
327. Cirsium × pilosum Kitam.
328. Cirsium pinetorum Greenm.
329. Cirsium pitcheri Torr. & A.Gray
330. Cirsium poluninii P.H.Davis & Parris
331. Cirsium praeteriens J.F.Macbr.
332. Cirsium × prativagum Petr.
333. Cirsium pringlei Petr.
334. Cirsium pseudobracteosum P.H.Davis & Parris
335. Cirsium pseudocreticum (P.H.Davis & Parris) Yildiz, Dirmenci & Arabaci
336. Cirsium pseudopersonata Boiss. & Balansa
337. Cirsium pseudosuffultum Kadota
338. Cirsium × pskemense Lazkov
339. Cirsium pubigerum (Desf.) DC.
340. Cirsium pugnax Sommier & Levier
341. Cirsium pulcherrimum (Rydb.) K.Schum.
342. Cirsium pumilum Spreng.
343. Cirsium purpuratum Matsum.
344. Cirsium pyramidale Bornm.
345. Cirsium pyrenaicum (Jacq.) All.
346. Cirsium quercetorum (A.Gray) Jeps.
347. Cirsium racemiforme Ling & C.Shih
348. Cirsium radians Benth.
349. Cirsium rassulovii B.A.Sharipova
350. Cirsium reglense Sch.Bip. ex Klatt
351. Cirsium × reichardtii Jurotzka
352. Cirsium × reichenbachianum M.Loehr
353. Cirsium remotifolium DC.
354. Cirsium repandum Michx.
355. Cirsium rhabdotolepis Petr.
356. Cirsium rhaphilepis Petr.
357. Cirsium rhinoceros Nakai
358. Cirsium rhizocephalum C.A.Mey.
359. Cirsium rhothophilum S.F.Blake
360. Cirsium richterianum Gillot
361. Cirsium × rigens Wallr.
362. Cirsium rigidum DC.
363. Cirsium rivulare (Jacq.) All.
364. Cirsium roseolum Gorl.
365. Cirsium rosulatum Talavera & Valdés
366. Cirsium rydbergii Petr.
367. Cirsium × sabaudum M.Loehr
368. Cirsium sairamense O.Fedtsch. & B.Fedtsch.
369. Cirsium scabrum (Poir.) Bonnet & Barratte
370. Cirsium scariosum Nutt.
371. Cirsium schantarense Trautv. & C.A.Mey.
372. Cirsium schelkovnikovii Petr.
373. Cirsium schimperi (Vatke) C.Jeffrey
374. Cirsium semenowi Regel
375. Cirsium semzinanicum Firat
376. Cirsium senjoense Kitam.
377. Cirsium serratuloides (L.) Hill
378. Cirsium serrulatum (M.Bieb.) Fisch.
379. Cirsium setidens (Dunn) Nakai
380. Cirsium shansiense Petr.
381. Cirsium shidokimontanum Kadota
382. Cirsium shihianum Greuter
383. Cirsium shimae Kadota
384. Cirsium shinanense Shimizu
385. Cirsium sidi-guinii Pau & Font Quer
386. Cirsium sieboldii Miq.
387. Cirsium sieversii (Fisch. & C.A.Mey.) Petr.
388. Cirsium silesiacum Sch.Bip. ex Nyman
389. Cirsium simplex C.A.Mey.
390. Cirsium sintenisii Freyn
391. Cirsium sipyleum O.Schwarz
392. Cirsium sivasicum Yildiz, Arabaci & Dirmenci
393. Cirsium skutchii S.F.Blake
394. Cirsium sommieri Petr.
395. Cirsium sorocephalum Fisch. & C.A.Mey.
396. Cirsium sosnowskyi Kharadze
397. Cirsium souliei (Franch.) Mattf. ex Rehder & Kobuski
398. Cirsium spathulatum (Moretti) Gaudin
399. Cirsium spectabile DC.
400. Cirsium spicatum Matsum.
401. Cirsium spinosissimum (L.) Scop.
402. Cirsium spinosum Kitam.
403. Cirsium spinuliferum (Kitam.) Kadota
404. Cirsium steirolepis Petr.
405. Cirsium stojanovii Kuzmanov
406. Cirsium straminispinum C.Jeffrey
407. Cirsium strigosum M.Bieb.
408. Cirsium subalpinum Gaudin
409. Cirsium subcoriaceum Sch.Bip.
410. Cirsium subinerme Fisch. & C.A.Mey.
411. Cirsium subulariforme C.Shih
412. Cirsium subuliforme G.B.Ownbey
413. Cirsium succinctum Ledeb.
414. Cirsium × sudae E.Michálk. & Bureš
415. Cirsium suffultum Matsum.
416. Cirsium × sugimotoi Kitam.
417. Cirsium × suspiciosum Beck
418. Cirsium suzukaense Kitam.
419. Cirsium suzukii Kitam.
420. Cirsium svaneticum Sommier & Levier
421. Cirsium swaticum Petr.
422. Cirsium sychnosanthum Petr.
423. Cirsium takahashii Kadota
424. Cirsium tamastoloniferum Kadota
425. Cirsium tanegashimense Kitam. ex Kadota
426. Cirsium tashiroi Kitam.
427. Cirsium tatakaense Y.H.Tseng, Y.H.Tseng, Chih Y.Chang & C.Y.Chang
428. Cirsium tenoreanum Petr.
429. Cirsium tenue Kitam.
430. Cirsium tenuipedunculatum Kadota
431. Cirsium tenuisquamatum Kitam.
432. Cirsium teshioense Kadota
433. Cirsium texanum Buckley
434. Cirsium tianmushanicum C.Shih
435. Cirsium togaense Kadota
436. Cirsium tolucanum Petr.
437. Cirsium toyoshimae Koidz.
438. Cirsium trachylepis Boiss.
439. Cirsium trachylomum S.F.Blake
440. Cirsium tracyi Petr.
441. Cirsium × trifurcum Petr.
442. Cirsium tuberosum (L.) All.
443. Cirsium turkestanicum Petr.
444. Cirsium turneri Warnock
445. Cirsium tymphaeum Hausskn.
446. Cirsium uetsuense Kitam.
447. Cirsium ugoense Nakai
448. Cirsium ukranicum Besser ex DC.
449. Cirsium uliginosum (M.Bieb.) Fisch.
450. Cirsium umezawanum Kadota
451. Cirsium undulatum Spreng.
452. Cirsium unzenense Kadota & Mas.Saito
453. Cirsium uzenense Kadota
454. Cirsium valentinum Porta
455. Cirsium vallis-demonii Lojac.
456. Cirsium velatum (S.Watson) Petr.
457. Cirsium vernonioides C.Shih
458. Cirsium verutum (D.Don) Spreng.
459. Cirsium vinaceum Wooton & Standl.
460. Cirsium virginianum Michx.
461. Cirsium viridifolium (Hand.-Mazz.) C.Shih
462. Cirsium × vivantii L.Villar, Segarra, J.López, Pérez-Coll. & Catalán
463. Cirsium vlassovianum Fisch. ex DC.
464. Cirsium vulgare (Savi) Ten.
465. Cirsium wakasugianum Kadota
466. Cirsium waldsteinii Rouy
467. Cirsium wallichii DC.
468. Cirsium × wankelii Reichardt
469. Cirsium welwitschii Coss.
470. Cirsium wettsteinii Petr.
471. Cirsium wheeleri Petr.
472. Cirsium × wiedermannii Khek
473. Cirsium wimmeri Celak.
474. Cirsium × winkleri Font Quer
475. Cirsium × winklerianum Celak.
476. Cirsium × woodwardii (H.C.Watson) Nyman
477. Cirsium × woronowii Petr.
478. Cirsium wrightii A.Gray
479. Cirsium × xenogenum Petr.
480. Cirsium yakusimense Masam.
481. Cirsium yamauchii Kadota
482. Cirsium yatsu-alpicola Kadota & Y.Amano
483. Cirsium yezoalpinum H.Koidz. ex Kadota & S.Umezawa
484. Cirsium yezoense Makino
485. Cirsium yildizianum Arabaci & Dirmenci
486. Cirsium yoshidae Kadota
487. Cirsium yuki-uenoanum Kadota
488. Cirsium yuzawae Kadota
489. Cirsium zamoranense Rzed.
490. Cirsium zarkosii Kit Tan, Vold & V.Christodoulou
491. Cirsium zawoense Kadota

## Sinonimi
- Breea Less.